# Semora napaea
Semora napaea är en spindelart som beskrevs av George William Peckham och Elizabeth Maria Gifford Peckham 1892. Semora napaea ingår i släktet Semora och familjen hoppspindlar. Inga underarter finns listade i Catalogue of Life.